# Mikael Wendel
Bengt Mikael Wendel, född 1 oktober 1955 i Brännkyrka församling i Stockholms stad, är en svensk militär.

## Biografi
Wendel avlade civilingenjörsexamen i skeppsbyggnad vid Tekniska högskolan i Stockholm 1980 och inträdde samma år i Mariningenjörkåren med löjtnants tjänsteklass. Han gick ubåtsingenjörskurs 1982 och utnämndes samma år till kapten, varefter han var DI/lagchef vid 1. ubåtsdivisionen 1982–1983, var chef för Ubåtsavdelningen vid Ostkustens örlogsbas 1983–1988 och gick Allmänna kursen vid Militärhögskolan 1985. År 1988 befordrades han till örlogskapten, varpå han var delprojektledare för ubåt av Gotland-klass vid Försvarets materielverk (FMV) 1988–1990 och ledare vid 1. ubåtsflottiljen 1990–1993. Han befordrades till kommendörkapten med särskild tjänsteställning 1993, var projektledare för Patrol Vessel DMO i Singapore 1993–1996 och var ställföreträdande chef för Ubåtsavdelningen vid FMV 1999–2000. År 2000 befordrades till kommendör vid Ostkustens marinkommando, varpå han var chefsingenjör Sjö vid FMV 2000–2003, chef för Teknikkontor Fartyg vid Ostkustens marinbas 2003–2004 och chef för Marinens fartygsinspektion i Säkerhetsinspektionen vid Högkvarteret 2005–2007. Wendel var från 2007 chef för Sjösäkerhetsinspektionen (sjösäkerhetsinspektör) i Säkerhetsinspektionen i Högkvarteret och stod till Säkerhetsinspektionens förfogande den 1–31 juli 2016.
Mikael Wendel invaldes 2000 som ledamot av Kungliga Örlogsmannasällskapet.